# 东北岩高兰
东北岩高兰（学名：Empetrum nigrum var. japonicum）为岩高兰科岩高兰属下的一个变种。